# Bộ Cốt (骨)
Bộ Cốt, bộ thứ 188 có nghĩa là "xương" là 1 trong 8 bộ có 10 nét trong số 214 bộ thủ Khang Hy.
Trong Từ điển Khang Hy có 185 chữ (trong số hơn 40.000) được tìm thấy chứa bộ này.

## Tự hình Bộ Cốt (骨)

Giáp cốt văn
Đại triện
Tiểu triện

## Chữ thuộc Bộ Cốt (骨)
| Số nét bổ sung | Chữ                  |
| -------------- | -------------------- |
| 0              | 骨                   |
| 2              | 骩                   |
| 3              | 骪 骫 骬 骭 骮       |
| 4              | 骯 骰 骱             |
| 5              | 骲 骳 骴 骵 骶 骷    |
| 6              | 骸 骹 骺 骻 骼       |
| 7              | 骽 骾                |
| 8              | 骿 髀 髁             |
| 9              | 髂 髃 髄 髅          |
| 10             | 髆 髇 髈 髉 髊 髋 髌 |
| 11             | 髍 髎 髏             |
| 12             | 髐                   |
| 13             | 髑 髒 髓 體          |
| 14             | 髕                   |
| 15             | 髖                   |
| 16             | 髗                   |